# Kamienica pod Złotym Jeleniem w Ołomuńcu

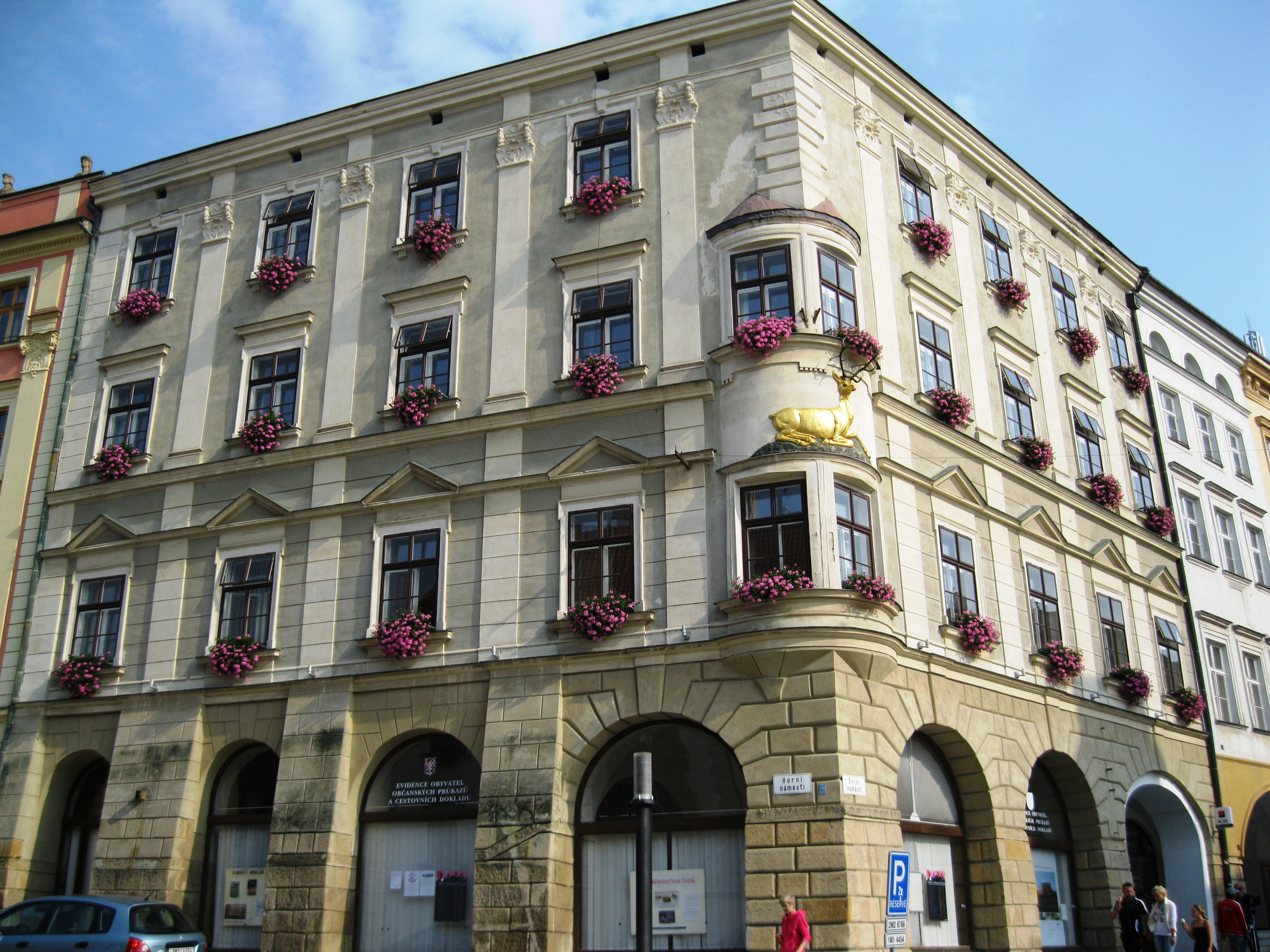
Kamienica pod Złotym Jeleniem

Kamienica „Pod Złotym Jeleniem” (czes. měšťanský dům U Zlatého jelena) – zabytkowa kamienica w Ołomuńcu, zajmująca narożnik wydłużonej, północnej części Dolnego Rynku (czes. Dolní náměstí nr 1) oraz Górnego Rynku (czes. Horní náměstí). Znajduje się w kompleksie dawnych 15 uprzywilejowanych domów kupieckich, nazywanych Pod Bohatými krámy (Pod Bogatymi Kramami), wzmiankowanych już w 1362 r.
Dzisiejsza duża, narożna kamienica powstała na terenie dwóch połączonych, średniowiecznych parcel. Pozostałością dawnej zabudowy są gotyckie i renesansowe piwnice, a także pomieszczenia parteru, nakryte późnogotyckimi sklepieniami sieciowymi z XV w. z jednym polem późnogotyckiego, ceglanego sklepienia żebrowego. Renesansowa przebudowa w końcu XVI w. wzbogaciła obiekt o otwarte podcienia i narożny, półokrągły wykusz obejmujący drugą i trzecią kondygnację budynku. Późnobarokowa fasada z XVIII w. została częściowo przebudowana w stylu klasycystycznym przy okazji nadbudowy trzeciego piętra w XIX w. Domowy znak („Złoty jeleń”) na wykuszu pojawił się po roku 1739, kiedy właścicielem posesji był Tobiasz Hirsch (niem. hirsch = jeleń).